# Győr-Moson-Sopron vármegyei kulturális programok listája
Ez a lista Győr-Moson-Sopron megye rendszeresen megrendezett kulturális programjait tartalmazza.
Lásd még:
- Győr-Moson-Sopron megyei múzeumok listája
- Győr-Moson-Sopron megye turisztikai látnivalóinak listája

## Település szerinti programok

### Győr

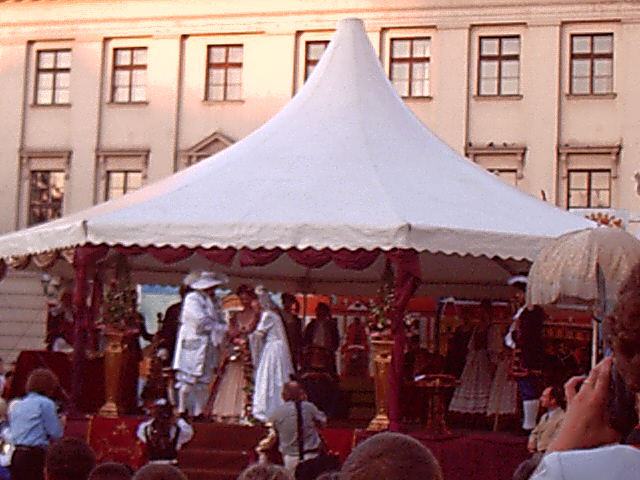
Barokk esküvő

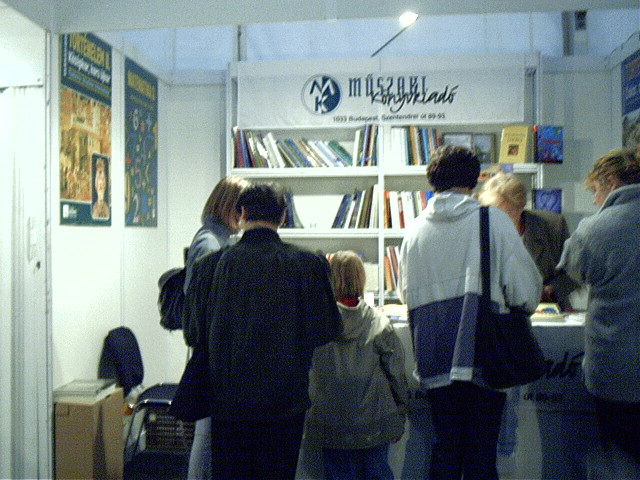
A győri könyvvásár

- Barokk Bál (február) A barokk bál a győri báli szezon kuriózuma. A kulturális értékek megörzését, felelevenítését szolgálja.
- Győri Tavaszi Fesztivál (március-április) A fesztivál a tavaszvárás jegyében színes, kulturális rendezvényekkel hívja Győrbe a közönséget.
- Mediawawe Nemzetközi Művészeti Fesztivál (április-május) A fesztivál Kelet-Közép-Európa legjelentősebb nemzetközi film és összművészeti összejövetele.
- Magyar Táncfesztivál (június) A városban két évente megrendezett táncfesztivál a hazai hivatásos táncművészet egészét bemutató seregszemle.
- Győri Nyár Nemzetközi Kulturális fesztivál (június-július) A város legrégebbi nemzetközi összművészeti találkozója.
- Bábliget (június) Egész napos ingyenes szabadtéri rendezvény bábszínházi előadásokkal és játékokkal minden évad végén a győri Rába parton.
- Nemzetközi Néptánc és Népzenei Fesztivál (július) A néptánc, a népzene és a kézműves kultúra bemutatásának fóruma.
- Barokk Esküvő – Történelmi Ünnepi Játékok (augusztus) A barokk szerenád és esküvő, valamint a barokk ügyességi torna alkalmat nyújt a kor ünnepi eseményét felidézve, a település múltjába is betekintést nyerhessünk.
- Barokk Nosztalgiák Művészeti Fesztivál (október) A barokk kor művészetét hagyományait bemutató rendezvény sorozat.
- Győri Könyvszalon (október/november) Nemzetközi könyvbemutató és vásár, színházi, zene-, tánc és képzőművészeti rendezvény sorozat.
- Győri Téli fesztivál és Vásár (december) Az ünnepi várakozáshoz kötdve a fesztivál egész hónapban várja kulturális rendezvényeire a vendégeket.

Lásd még:
- Győr múzeumai:Kategória:Győr múzeumai
- Győr művészeti intézményei: Kategória:Győr művészeti élete

### Más települések

#### Kultúr programok a Fertő-tájon
(A)
- Eisenstadt

Haydn Ünnepi Játékok
- Mörbisch

operafesztivál,
Burgenlandi Ünnepi Hetek (víziszinpadon)
- (Margitbánya) (Kőfejtőben Európa legnagyobb színpadán)

Operaelőadások, ötévente Passiójátékok,
 (H)
- Fertőd

Haydn Fesztivál
- Fertőboz

Bodza Fesztivál,
- Fertőrákos

Operaelőadások,
Frigyes napi mulatozások,
- Hegykő

Hegykői vigasságok,
Hegykői Művészeti Fesztivál
- Nagycenk
- Hársfa Nap

- Sopron

Liszt Ferenc városa,
Páneurópai Piknik

## Időrendben
A következőkben a megye évente rendszeresen visszatérő kulturális programjaiból adunk ízelítőt időrendi sorrendben:
Február
- Győri Barokk Bál

Március–április
- Győri Tavaszi Fesztivál

Április–május
- Mediawave Nemzetközi Művészeti Fesztivál (Győr)

Június
- Magyar Táncfesztivál (Győr)
- Bábliget (Győr)

Június–július
- Győri Nyár Nemzetközi Kulturális fesztivál
- Sokorópátka : Kísértetjárta túra a vörös barátok nyomában

Július
- Nemzetközi Néptánc és Népzenei Fesztivál (Győr)

Augusztus
- Barokk Esküvő – Történelmi Ünnepi Játékok (Győr)

Október
- Barokk Nosztalgiák Művészeti Fesztivál (Győr)
- Győri Könyvszalon

December
- Győri Téli fesztivál és Vásár

## Külső hivatkozások
- http://www.iranymagyarorszag.hu/keres/gyor-moson-sopron_megye/program-p1/
- http://www.1hungary.com/search/gyor-moson-sopron_county/program-p1/
- http://www.vendegvaro.hu/